# Pierre-Célestin Rwigema

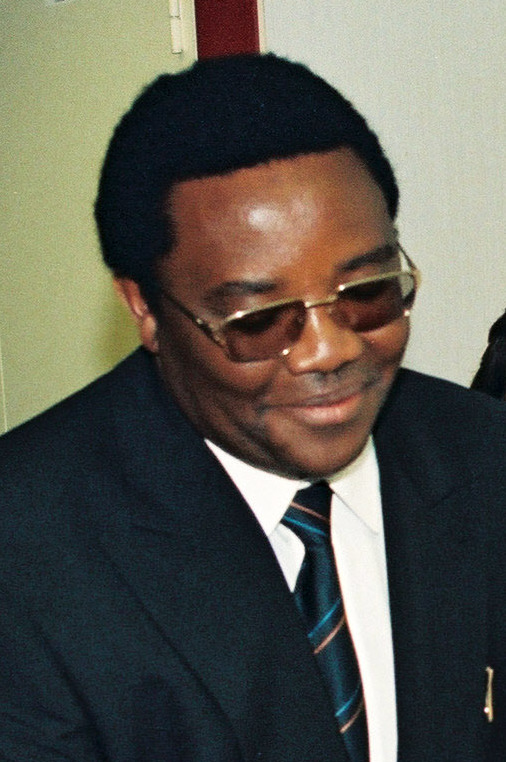
Pierre-Célestin Rwigema, 1996

Pierre-Célestin Rwigema (* 1953) ist ein ruandischer Politiker (Mouvement démocratique républicain, MDR).
Rwigema war vom 31. August 1995 bis zum 8. März 2000 Premierminister von Ruanda. Er gehört der Ethnie der Hutu an. Nach elf Jahren im Exil kehrte er 2011 nach Ruanda zurück.